# Pack Train
Pack Train è un film del 1953 diretto da George Archainbaud.
È un western statunitense a sfondo musicale con Gene Autry e Gail Davis,

## Produzione
Il film, diretto da George Archainbaud su una sceneggiatura e un soggetto di Norman S. Hall, fu prodotto da Armand Schaefer per la Gene Autry Productions e girato nell'Iverson Ranch a Chatsworth, Los Angeles, California, dal 7 al 16 ottobre 1952.

## Distribuzione
Il film fu distribuito negli Stati Uniti dal 5 luglio 1953 al cinema dalla Columbia Pictures.

## Promozione
Le tagline sono:
- FOOD HIJACKERS GET IT IN THE OLD BREADBASKET...as Gene wipes out the badmen starving out the new settlers!
- Hear Gene Sing: God's Little Candles - Wagon Train - Hominy Grits
- BEST WESTERN OF THE YEAR! says "Western Movie Hits Magazine"